# Río Abazinka
El río Abazinka (del ruso: Абазинка) es un río de los raiones de Beloréchensk y Apsheronsk del krai de Krasnodar, en Rusia afluente por la derecha del río Psheja, que lo es del río Bélaya, tributario del Kubán. 
Nace en la frontera entre el krai y la república de Adiguesia. Su cuenca hidrográfica es de 96.1 km². En su curso de 28 km de longitud, discurre predominantemente en dirección noroeste. Las únicas localidades en los alrededores del río (en arroyos que son sus afluentes) son Ternovi y Fadéyevski. Desemboca en el Psheja a la altura de la stanitsa Pshejskaya.